# Prvenstvo Avstralije 1939
Prvenstvo Avstralije 1939 v tenisu.

## Moški posamično
John Bromwich :  Adrian Quist, 6–4, 6–1, 6–3

## Ženske posamično
Emily Hood Westacott :  Nell Hall Hopman, 6–1, 6–2

## Moške dvojice
John Bromwich /  Adrian Quist :  Colin Long /  Don Turnbull, 6–4, 7–5, 6–2

## Ženske dvojice
Thelma Coyne /  Nancye Wynne :  May Hardcastle /  Emily Hood Westacott, 7–5, 6–4

## Mešane dvojice
Nell Hall Hopman /  Harry Hopman :  Margaret Wilson /  John Bromwich, 6–8, 6–3, 6–2